# .sx
.sxは、オランダ領シント・マールテン（セント・マーチン島南部）に割り当てられている国別コードトップレベルドメイン(ccTLD)。現在SX Registry SA B.V.が管理している。